# مصل الحقيقة

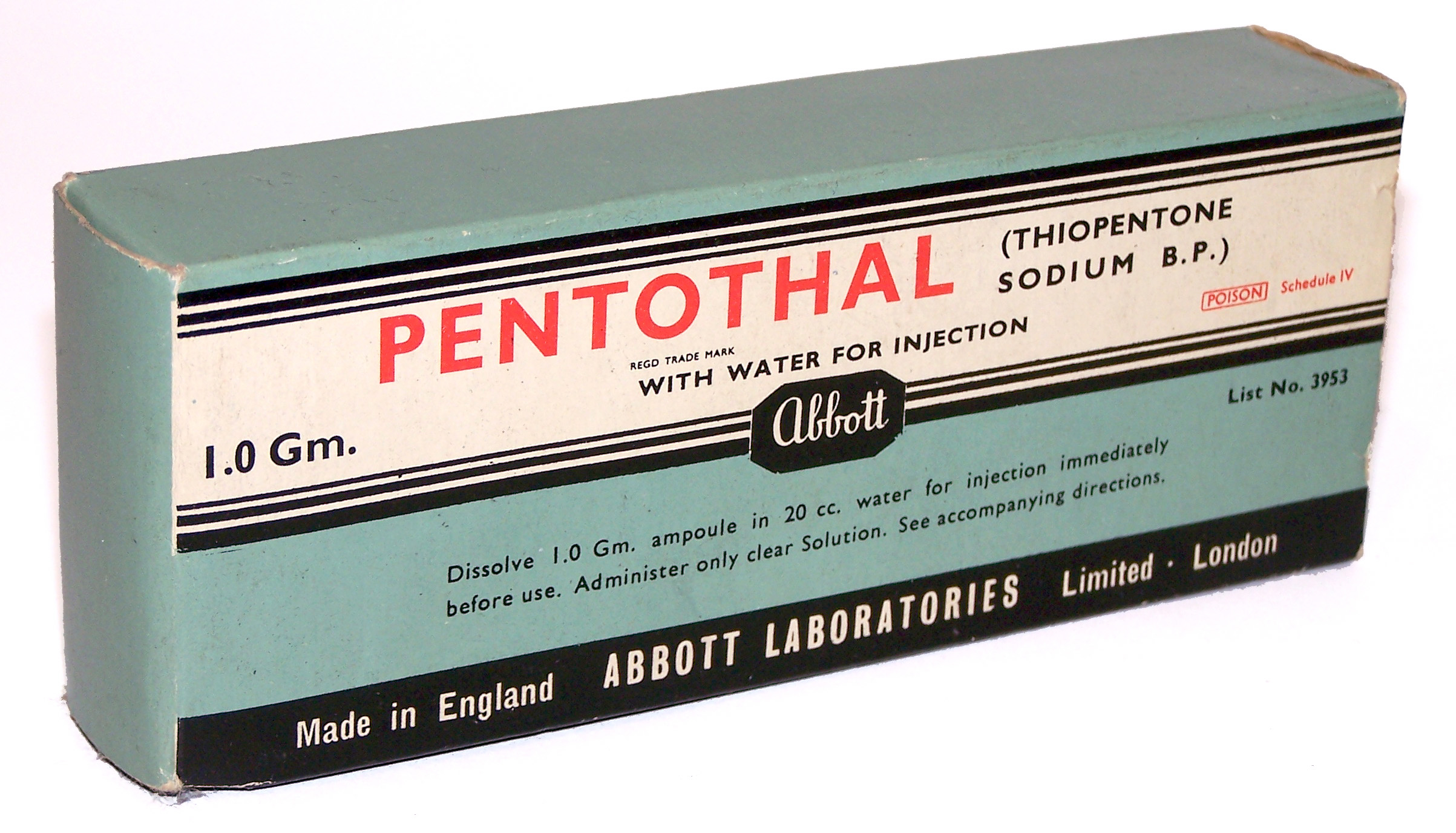

مصل الحقيقة أو دواء الحقيقة هو دواء نفسي يستخدم لإيقاف إمكانية الكذب لدى الإنسان وما أن يتناوله الشخص حتى يعترف وينطق بالحقيقة كاملةً شاء أم أبى دون أي ضغوط ودون الحاجة لاستخدام وسائل التعذيب، وهو يلغي القدرة على الابتكار والتأليف، مما يجعل متناوله غير قادر على الكذب، الذي يحتاج إلى الكثير من التلفيق، فلا يمكنه غير ذكر الحقيقة فحسب. ويستخدم في أعمال المخابرات والاعترافات والاستجوابات. ومن أشهر المواد المستعملة لذلك الغرض بنتوثال الصوديوم وغيره من الباربيتورات. وأيضا التيمازيبام. وبنزيلات الكوينوكليدنيل. والسكوبولامين.

## بداية ظهوره
ظهر مصطلح مصل الحقيقة في الثلاثينات من القرن الماضي حين قام طبيب الأعصاب والطبيب النفسي الأمريكي وليام جيفرسون بليكوين (بالإنجليزية: William Bleckwenn)‏ بتوثيق أول تطبيق علمي له.

## استخداماته
يذكر التاريخ بأن الألمان في الحرب العالمية الثانية استخدموا أحد أمصال الحقيقة وهو يدعى بنتوثال الصوديوم في استجواب الأسرى وكان لهذا المصل قدرة على تعطيل بعض مهام العقل مثل الحساب والمنطق كما أنها كانت تجعل المستجوب كثير الكلام وثرثاراً وقليل الحذر والخوف.
أيضا تشير بعض التسريبات أن الأمريكيين استخدموا أحد أمصال الحقيقة ويقال أنها نسخة مطورة من بنتوثال الصوديوم لإجبار أحد قيادات تنظيم القاعدة وهو أبو زبيدة على الإفصاح عن خفايا التنظيم وما يعدله.

## قانونية الاستخدام
مصل الحقيقة اختلف في شأنه الرأي حيث ذهب البعض الي ان المصلحة العامة يجب أن تتغلب علي المصلحة الفردية وبالتالي تبرر الخروج علي مبدأ حرمة الجسد. غير ان رأيا اخر له الغلبة يرفض اباحة الوسيلة تقديرا لأعتبارين أساسيين : الاعتبار الأول: أن الإفضاء بمعلومات للتحقيق يجب أن تتم بناء علي الاختيار الحر. الاعتبار الثاني: ان استخدام مصل الحقيقة قد يؤدي الي الإفضاء بمعلومات شخصية لا علاقة لها بالتحقيق مما يعد انتهاكا للحق في الخصوصية.
بينما يقول البعض أن أمصال الحقيقة هذه تزيد من معدل ثرثرة الشخص فيبدأ بالحديث عن الواقع وعن التخيلات أي أن الكلام قد لا يحمل أي قيمة تذكر.